# Комитет по делам военных беженцев
Комитет по делам военных беженцев (англ. War Refugee Board), учрежденный президентом Франклином Д. Рузвельтом в январе 1944 года, был органом исполнительной власти США для оказания помощи гражданским лицам, пострадавшим от держав Оси (нацистской Германии и её союзников). По словам историка Ребекки Эрбельдинг, «Комитет» был «единственным случаем в американской истории, когда правительство США учредило невоенное правительственное агентство для спасения жизней гражданских лиц, убиваемых врагом в военное время».
На администрацию Рузвельта долгое время настойчиво оказывалось давление с целью начать помогать оставленным на произвол судьбы и уничтожаемым нацистами евреям Европы. Кампанию возглавила группа Бергсона во главе с Хиллелем Куком (он же Питер Бергсон). Группа активистов имела значительную поддержку со стороны многих ведущих сенаторов и конгрессменов, в основном из штатов, где не было значительных еврейских избирателей, от Элеоноры Рузвельт, известных голливудских и бродвейских деятелей и других видных граждан. Президент Рузвельт начал действовать только после значительного дополнительного давления со стороны своего друга, министра финансов Генри Моргентау-младшего и его команды в министерстве финансов. Рузвельт «подчеркнул, что необходимо немедленно принять меры, чтобы предотвратить план нацистов по уничтожению всех евреев и других преследуемых меньшинств в Европе».
«Комитет по делам военных беженцев» был создан, когда группа молодых юристов министерства финансов, включая Джона Пеле, Ансела Люксфорда и Джосайю Э. Дюбуа-младшего, была разочарована задержками Государственного департамента, связанными с выделением фондов помощи, чтобы помочь евреям бежать из Румынии и Франции. В то время как министерство финансов предоставило Всемирному еврейскому конгрессу разрешение на отправку денег в Швейцарию в июле 1943 года, Государственный департамент использовал различные предлоги, откладывая разрешение до декабря, целых восемь месяцев после того, как программа была впервые предложена. Джозайя Дюбуа также нашел доказательства того, что Государственный департамент активно пытался скрыть информацию об убийстве евреев от попадания в Соединенные Штаты.
Когда сотрудники Министерства финансов узнали о препятствиях со стороны Государственного департамента, они написали отчет, озаглавленный «Отчет секретарю о молчаливом согласии этого правительства с убийством евреев», первоначальный черновик которого был составлен Дюбуа. Отчет был написан, чтобы убедить Моргентау, что пора обратиться к президенту. Моргентау, Джон Пеле и Рэндольф Пол встретились с Рузвельтом 16 января 1944 года. Он согласился создать «Комитет по делам военных беженцев», издав Указ № 9417. «Комитет по делам военных беженцев», которому приписывают спасение десятков тысяч евреев из оккупированных нацистами стран благодаря усилиям Рауля Валленберга и других, является единственным крупным усилием, предпринятым правительством Соединенных Штатов для спасения жизней евреев во время Холокоста.

## Создание
Непосредственной причиной действий Рузвельта было давление со стороны сотрудников отдела по контролю за иностранными фондами министерства финансов и его начальника Джона У. Пеле. Офис Пеле уполномочил ряд благотворительных групп использовать средства в США, регулируемые Законом о торговле с врагом, для оплаты продуктов питания, лекарств и другой помощи беженцам и другим гражданским жертвам войны в Европе. Эти усилия систематически блокировались некоторыми должностными лицами Государственного департамента США. В частности, в июле 1943 года министерство финансов выдало Всемирному еврейскому конгрессу лицензию на использование средств в Соединенных Штатах для оплаты части расходов на эвакуацию евреев из Румынии и Франции. (Это не следует путать с другой инициативой румынского правительства по «продаже» евреев примерно по 50 долларов за голову, с которой она не имела никакого отношения.)
Различные должностные лица Госдепартамента задержали выдачу лицензии на следующие пять месяцев. Чиновники казначейства во главе со штатным юристом Джосайей Э. Дюбуа-младшим расследовали, как и почему была задержана лицензия. В ходе своего исследования, проведенного при содействии некоторых разоблачителей в Государственном департаменте, они обнаружили, что в дополнение к блокировке лицензий на использование денег для помощи беженцам Государственный департамент также рассылал иностранным представительствам приказы не передавать информацию о зверствах нацистов — особенно о Холокосте — в Вашингтон. В конце 1943 года Дюбуа написал меморандум «Отчет секретарю о молчаливом согласии этого правительства с убийством евреев», в котором говорилось, что Государственный департамент «виновен не только в грубой проволочке и умышленном бездействии, но и в даже о преднамеренных попытках помешать принятию мер по спасению евреев от Гитлера».
Дюбуа передал свой меморандум главному юрисконсульту Министерства финансов Рэндольфу Э. Полу, который согласился поставить на нем свою подпись и направить секретарю Генри Моргентау-младшему. После серии встреч Моргентау согласился довести опасения своего персонала до президента. Моргентау, Пол и Пеле встретились с президентом Рузвельтом в Белом доме в воскресенье, 16 января 1944 года.
Рузвельт получил устный брифинг по фактам и выводам, содержащимся в меморандуме министерства финансов, и немедленно согласился заняться этими вопросами, создав «Комитет по делам военных беженцев», состоящий из трех членов кабинета, госсекретаря Корделла Халла, секретаря Моргентау и военного министра Генри Стимсона (Моргентау предложил назначить Лео Кроули, директора внешнеэкономического управления, но Рузвельт решил вместо этого назначить Стимсона.) 22 января 1944 года Рузвельт подписал указ № 9417 о создании «Комитета». Министерство финансов не действовало в одиночестве. К концу 1943 года на Рузвельта также оказывалось сильное давление с целью заставить его действовать по этому вопросу, со стороны: членов Конгресса, в том числе Сола Блума и Эмануэля Селлера; еврейских организаций, в первую очередь Стивена Уайза и «Американского еврейского конгресса», а также Питера Бергсона и «Чрезвычайного комитета по спасению евреев Европы». В ноябре 1943 года в Конгресс были внесены две резолюции, призывающие Рузвельта создать комиссию для разработки и осуществления планов помощи и спасения евреев. Сенат должен был проголосовать за резолюцию в конце января; комитет Палаты представителей по иностранным делам провел слушания, и показания на этих слушаниях ещё больше дискредитировали махинации представителя Госдепа Брекинриджа Лонга против любых усилий по спасению евреев.

## Состав
Джон В. Пеле, помощник министра финансов, был назначен исполнительным директором «Комитета», который подчинялся непосредственно президенту. В его состав входили государственный секретарь, министр финансов, военный министр и персонал в основном набранный из министерства финансов. Хотя официально штат был ограничен тридцатью, некоторые государственные служащие (включая Пеле) считались «откомандированными» в «Комитет», и летом 1944 года штат увеличился до семидесяти. Бригадный генерал Уильям О’Двайер позже сменил Пеле на посту исполнительного директора «Комитета» до его роспуска в конце Второй мировой войны.
«Комитет» назначил представителей в Турции, Швейцарии, Швеции, Португалии, Великобритании, Италии и Северной Африке.

## Действия
«Комитет» разработал и реализовал различные планы и программы для:
- Спасения, транспортировки и помощи жертвам вражеского угнетения
- Создание временного убежища для таких жертв

«Комитет по делам военных беженцев» заручился поддержкой иностранных правительств и международных организаций по делам беженцев и спасателей в выполнении этих функций. Такие нейтральные страны, как Швейцария, Швеция и Турция, имели особое значение, служа базами операций по программе спасения и оказания помощи. Некоторую помощь оказал Ватикан, в основном в самом конце войны, прежде всего как канал связи с вражескими режимами, такими как фашистское правительство Словакии. «Комитет» заручился поддержкой Межправительственного комитета по делам беженцев, Управления ООН по оказанию помощи и реабилитации и Международного комитета Красного Креста в реабилитации и расселении беженцев, поиске временных приютов для спасенных жертв, транспортировке этих жертв в приюты и обеспечении их технического обслуживание в пути и доставку помощи на территорию противника.
«Комитет» тесно сотрудничал с частными агентствами США по оказанию помощи в разработке, финансировании и реализации планов и проектов. Лицензионная политика Министерства финансов, которая позволяла установленным частным агентствам переводить средства из Соединенных Штатов своим представителям в нейтральных странах, помогала финансировать спасение преследуемых народов, живущих под контролем нацистов. В соответствии с этой политикой лицензирования можно было общаться с людьми на вражеской территории и финансировать спасательные операции под определённым контролем, направленным на то, чтобы не приносить никакой финансовой выгоды врагу. Таким образом было получено около 15 миллионов долларов частных средств. «Комитет» получил разрешения на поставки продовольствия от частных агентств по оказанию помощи для распределения Международным Красным Крестом заключенным в нацистских концентрационных лагерях и дополнил эти частные проекты собственной программой доставки продовольственных посылок, финансируемой из чрезвычайных фондов президента.
Усилиями «Комитета по делам военных беженцев» были подготовлены лагеря беженцев в Северной Африке и устроены убежища в Палестине, Швейцарии и Швеции.
В августе 1944 года «Комитет» доставил 982 еврейских беженца, прибывших в Италию из многих стран, в приют для беженцев Форт-Онтарио в Освего, штат Нью-Йорк. Эти беженцы были допущены вне пределов законов об иммиграционных квотах, но не получили статуса, и предполагалось, что они будут репатриированы в свои страны по (успешном) окончании войны.
«Комитет» использовал пример Форт-Онтарио, чтобы повлиять на другие страны, чтобы они также разрешили дополнительным беженцам пересекать свои границы.
«Комитет» лоббировал Рузвельта, чтобы он публично осудил массовые убийства евреев нацистами, что он наконец сделал 24 марта 1944 года.
25 ноября 1944 года Комитет обнародовал отчёт, в дальнейшем известный под названием «Протоколы Освенцима» — сборник свидетельств очевидцев о массовых убийствах, происходивших в лагере смерти Аушвиц-Биркенау. Эта публикация привлекла международное внимание к венгерскому правительству и оказывая на него давление, «Комитет» способствовал прекращению депортации евреев из Венгрии в Освенцим, что спасло многих евреев Будапешта. «Комитет» направил шведского дипломата Рауля Валленберга и других для защиты евреев Будапешта. Через «Комитет», Американский еврейский объединённый распределительный комитет (Джойнт) финансировал спасательную работу Валленберга в Венгрии, которая стала одной из самых успешных и важных спасательных операций «Комитета по делам военных беженцев».
Трудно определить точное количество евреев, спасенных «Комитетом по делам военных беженцев», поскольку большая часть их работы проводилась в тылу врага и включала психологическую войну и другие нематериальные спасательные мероприятия. Один историк, Дэвид Вайман, считает, что они спасли до 200 000 человек; сами сотрудники «Комитета» подсчитали, что они спасли десятки тысяч людей. Однако ближе к концу своей жизни директор «Комитета» Пеле назвал эту работу «слишком малой и слишком запоздалой» по сравнению с тотальностью Холокоста.
С окончанием войны в Европе работа «Комитета» подошла к концу. По условиям Указа № 9614 «Комитет» был упразднён 15 сентября 1945 года.

### Первоисточники и исследовательские базы данных
- Яд Вашем: Исследовательский центр Шоа (англ.). wwv.yadvashem.org. Дата обращения: 15 июля 2025.
- Исполнительный указ о создании Комитета по делам военных беженцев, в Еврейской виртуальной библиотеке
- Records of the War Refugee Board, 1944-1945 (англ.). fdrlibrary.marist.edu. Дата обращения: 15 июля 2025. (Оцифрованные документы Комитета по делам боенных беженцев из библиотеки Рузвельта в Гайд-парке, штат Нью-Йорк)
- Lexis Nexis Papers of the War Refugee Board (англ.). lexisnexis.com. Дата обращения: 15 июля 2025. (поиск документов в библиотеке Рузвельта)
- Lexis Nexis Papers of the War Refugee Board Part 2 (англ.). lexisnexis.com. Дата обращения: 15 июля 2025. (поиск документов в библиотеке Рузвельта)
- War Refugee Board, Day By Day (англ.). rebeccaerbelding.com. Дата обращения: 15 июля 2025. (выборка первоисточников, составленная автором «Комитет спасения: нерассказанная история усилий Америки по спасению евреев Европы».

### Отчеты СМИ и учебные пособия
- Background & Overview of the War Refugee Board (англ.). jewishvirtuallibrary.org. Дата обращения: 15 июля 2025. (Еврейская виртуальная библиотека: Комитет по делам военных беженцев)

## Материалы
- На Викискладе есть медиафайлы по теме Комитет по делам военных беженцев